# Klausener (Familie)
Klausener (flämisch: Cluysenaar, Cluysenaer) ist der Name einer ursprünglich aus Flirsch im Bezirk Landeck im Bundesland Tirol (Österreich), stammenden mehrheitlich streng katholischen Familie, von der einige Angehörige im 18. Jahrhundert nach Burtscheid bei Aachen sowie in das benachbarte Herzogtum Limburg ausgewandert sind, wo sie sich als Baumeister, Bauunternehmer, Architekten und Maler niederließen. Darüber hinaus stellten mehrere Mitglieder der Familie den Bürgermeister der bis 1897 selbstständigen Stadt Burtscheid, einige weitere waren auch weit über die Regionalgrenzen hinaus politisch und in bedeutender Position aktiv.

## Die Anfänge: Franz und Paul Klausener
Die Geschichte und die Bedeutung der Familie Klausener begann mit dem Auszug der Brüder Paul (Flirsch – 1754 Mechelen) und Franz Klausener (1709 in Flirsch – 1770 Burtscheid) aus Tirol. Es ist nicht überliefert, ob beide zur gleichen Zeit ausgewandert sind oder ob Franz, der den Daten nach der deutlich jüngere Bruder gewesen sein muss, eventuell nachgekommen ist oder ob er bei gleichzeitigem Umzug seine Ausbildung bei Paul, welcher ab 1729 einige Großaufträge übernommen hatte, absolviert hat. Ihr Vater war Basileus Klausener (* 12. Juni 1667), Sohn eines Paulus Klausener und der Hüterin Ursula, verheiratet am Dienstag, den 10. Januar 1696, mit der Schneiderin Agnes. Durch ihre weitere Familiengestaltung und Ortswahl wurde Franz später der Stammvater einer bis in die heutige Zeit erfolgreichen Unternehmerfamilie in Burtscheid und sein Bruder Paul Stammvater einer bekannten Architekten- und Künstlerfamilie im benachbarten Herzogtum Limburg bzw. im späteren Belgien.
Paul Klausener war seit 1729 als Bauunternehmer für Ferdinand von Plettenbergs Bauprojekte, der Kirche St. Agatha in Eys und der Kirche des Klosters Wittem verantwortlich. 1733 wurde er als Bauinspektor von Schloss Neuburg in Limburg erwähnt. Als Schöffe erhielt er in Limburg hohe Wertschätzung. Für seine Bauaufträge beantragte Paul Klausener eine attestation d'honorabilité aus Flirsch. Im Stammbaum Klausener wird er als Architecte et Juge de Wittem-Mechelen (Hollande) bezeichnet.
Gemeinsam mit seinem Bruder Franz Klausener wurde er erstmals um 1750 als Maurer- und Zimmermeister aus Tirol in den Bauakten von St. Johann (Aachen-Burtscheid) erwähnt.
Da der Entwurf und die Ausführung der im gleichen Zeitraum im Bau befindlichen Pfarrkirche St. Michael (Aachen-Burtscheid) von Johann Joseph Couven für die Pfarrei zu kostspielig geworden war, wurde die Ausführung des Entwurfs mit teilweise vereinfachenden Abänderungen ebenfalls den Brüdern Paul und Franz Klausener übertragen. Im Besonderen waren sie hier für die hölzerne Kuppelkonstruktion verantwortlich. Der Bau der Kirche wurde 1751 fertiggestellt.

## Burtscheider Linie
Franz Klausener gründete mit seiner Ehefrau Helena Kugl, die er 1738 in Burtscheid geheiratet hatte, die Klausener Linie, die dort in den nächsten fast zweihundert Jahren eine bedeutende Rolle im Häuserbau spielen sollten. Viele und teilweise auch heute noch existierende Bauwerke gehen auf ihre Arbeit zurück und sind teilweise unter Denkmalschutz gestellt worden.
Von den fünf Kindern Franz Klauseners, vier Mädchen und ein Junge, wurde sein Sohn Franciscus Adolphus Klausener (Franz Adolf; 1739–1789) der erste Architekt der Familie. Dieser hatte mit seiner Frau Maria Christina Kühl zehn Kinder, von denen die bekanntesten mit ihren Nachkommen hier aufgeführt sind:
- Franciscus Wilhelmus Klausener (Franz Wilhelm; 1765–1798), Architekt ⚭ Anna-Agathe Bircken
  - Peter Klausener, sen. (1806–1877), Baumeister ⚭ Marie-Luise Startz (1813–1877) aus der Aachen-Burtscheider Nadel- und Tuchfabrikantenfamilie Startz[4].
    - Peter Klausener, jun. (1844–1904), Verwaltungsbeamter und Mitglied im Leitungsteam der Rheinprovinz und der ihr angeschlossenen Landesversicherungsanstalt der Rheinprovinz.
      - Erich Klausener (1885–1934), Staatsbeamter und Widerstandskämpfer ⚭ Hedwig Klausener, geb. Kny
        - Erich Klausener jun. (1917–1988), deutscher Priester

      - Bruno Klausener (1888–nach 1957), Verwaltungsjurist und Landrat
- Johannes-Theodor Klausener (1777–1824) ⚭ Maria-Catharina Bieckers (Beckers)
  - Franz Joseph Andreas Klausener (1815–1888), Doyen de Herve
  - Friedrich Klausener, alias: Gaspard (Caspar) Friedrich Klausener (1818–1880), Bauunternehmer ⚭ Wilhelmine Kremers. Er war nach seinen Vorfahren Paul und Franz der nächste bedeutende Bauunternehmer Burtscheids. Im Alter übertrug er seine Firma seinem Vetter Bernhard Klausener. Friederichs Ehefrau Wilhelmine Kremers war Teilhaberin des  „Manufactur- und Modewaaren“-Geschäfts Geschwister Kremer, welches sich 1858, 1868 und 1877 in der Aachener Großkölnstraße 30 befand. Die Firma war spätestens seit 1868 Hoflieferant der Königin Augusta von Preußen. Teilhaber der Firma waren Frau Roderburg und Frau Wilhelmine Klausener.[5]
    - Alfons Klausener (1853–1921), Burtscheider Bürgermeister und Mitglied des Preußischen Abgeordnetenhauses sowie Prokurist in der mütterlichen Firma Geschwister Kremer
    - Eugen (Maria) Klausener (1855–1944), Tuchhändler. Im Jahre 1910 war er darüber hinaus Inhaber der mütterlichen Firma Geschwister Kremer. Für Eduard Philipp Arnolds Buch Das Altaachener Wohnhaus stellte Eugen Klausener dem Verfasser seine private „Couven-Sammlung“ über Johann Joseph Couven und dessen Sohn Jakob Couven zur Verfügung. Zu dieser gehörte unter anderem ein Pagodenplan von Vater Couven, welcher das einzige bekannte Resultat der Chinoiserie-Mode in Aachen gewesen war.[6]

  - Johann Peter Wilhelm Klausener (1823–1872), Bürgermeister in Burtscheid ⚭ Maria Barbara Hubertine Walburga Weidenfeld
- Petrus Klausener (1782–1850), OCSO, Zisterzienser der strengeren Observanz und 1. Abt der Abtei Oelenberg,
- Aloys Klausener, Architekt ⚭ Maria Francoise Gertrude Meisenberg. Er wurde bekannt als Erbauer der St. Gertrudiskerk in Wijlre bei Gulpen-Wittem[7].
  - Bernhard (Bernward) Klausener (* 1811), Bauunternehmer. Er bekam zusammen mit dem Maurermeister Carl Rhoen im Jahr 1852 das Bauunternehmen seines Vetters Friedrich Klausener übertragen, welches fortan unter dem Namen B. Klausener & Rhoen firmierte und für zahlreiche Projekte in Burtscheid verantwortlich war. Darüber hinaus war Bernhard zweiter beigeordneter Bürgermeister und Ratsherr in Burtscheid. Ferner gehörte er zu den Gründungsmitgliedern des Burtscheider Bürgervereins, dem er auch 1876 bis 1881 vorstand.

### Grabstätte

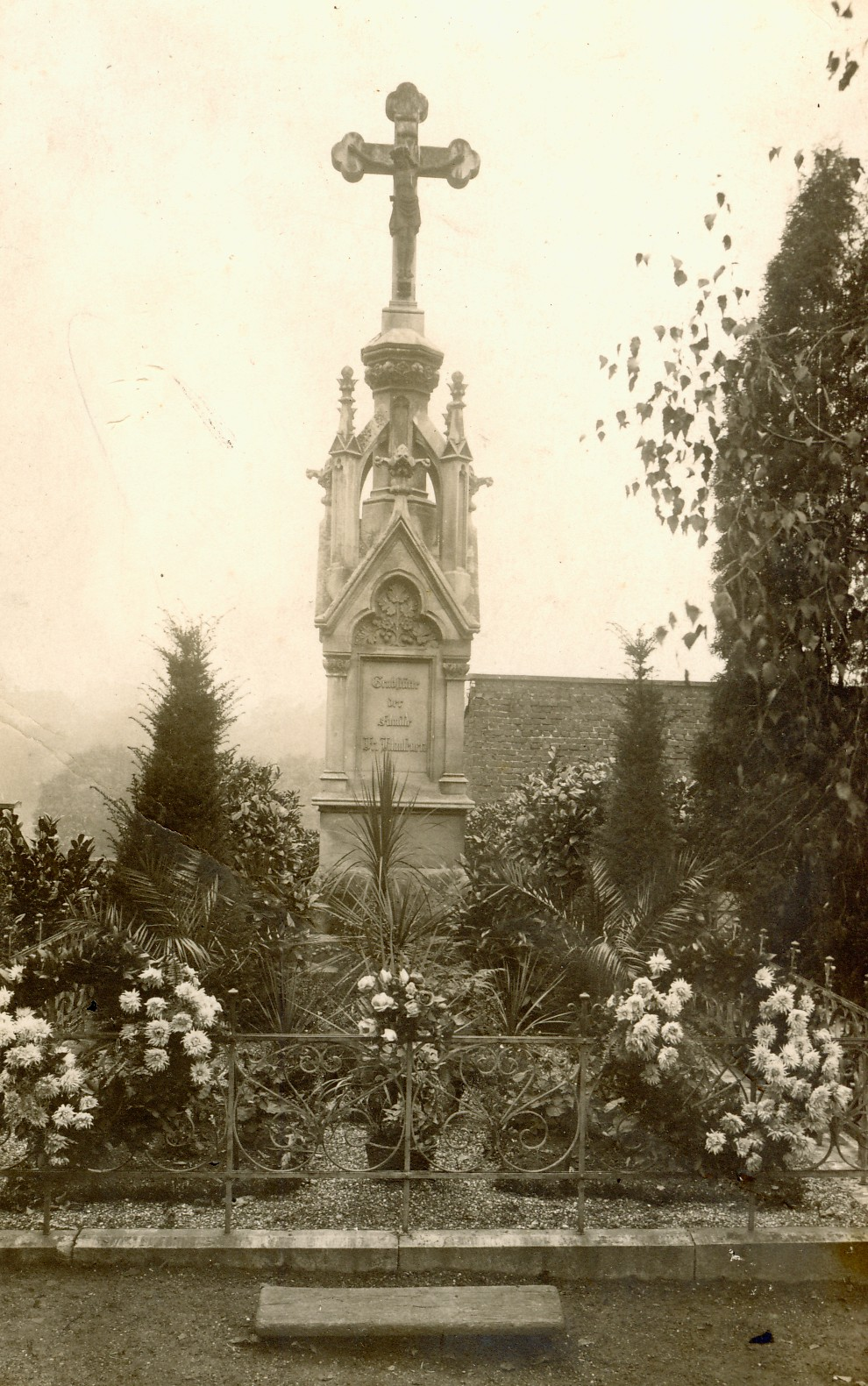
Grabstätte Klausener 1914

Das Grabdenkmal der Familie Friedrich Klausener befindet sich auf dem Burtscheider Heißbergfriedhof. Zu der Gestaltung gehört eine über 3 m hohe Stele bekrönt mit einem Kreuz und Bronzekorpus. Die Stele befindet sich auf einem quadratischen zweistufigen Sockel. Sie wird mit Ädikulä und Fialen geschmückt. Auf der Rückseite erfolgt der Eingang in die Krypta durch eine Eisentür.
Auch das Grab von Bernhard Klausener befand sich am Hauptweg auf dem Heißbergfriedhof. Der Grabstein bestand aus Blaustein, seitlich waren die Namen der Verstorbenen zu lesen.

### Klausenerstraße
Die Burtscheider Klausenerstraße wurde am 22. Juli 1898 nach einem Beschluss der Stadtverordnetenversammlung nach der Familie Klausener benannt und der Entscheid am 22. August 1898 öffentlich bekanntgegeben. Die kurze (ca. 200 m), schmale Klausenerstraße zweigt von der Neustraße ab und führt entlang der Burtscheider Rehaklinik Schwertbad in die Benediktinerstraße.

## Die niederländisch/belgische Linie – Cluysenaar
Paul(us) Klausener, Bruder von Franz Klausener, wurde unbekannten Datums in Flirsch geboren und starb am 18. April 1754 in Mechelen in Holland. Neben dem gemeinsamen Einsatz mit seinem Bruder in Burtscheid war er schwerpunktmäßig im Herzogtum Limburg als Baumeister tätig. Am 5. August 1730 heiratete er in dem 22-km von Aachen entfernten Mechelen-Wittem die Maria Priem aus Driemen. Der Familienname vollzog nun bei den folgenden Generationen eine sprachliche Anpassung: aus Klausener wurde Clousener, dann Kluisenaar und schließlich Cluysenaar/Cluysenaer. Von Pauls zehn Kindern wurde
- Johannes-Petrus (6. Juni 1742 Mechelen-Wittem – 28. Juni 1822 Gossches) Architekt in den Niederlanden. Er heiratete Johanna Diesener und sie bekamen unter anderem den Sohn
  - Johannes Klausener (20. August 1796 in Kampen – 30. September 1834 in St. Gilles/Brüssel). Dieser nannte sich nun Kluysenaar und wurde Brückenbaumeister. Er heiratete Garidenia Gerritsen und war unter anderem der Vater des vor allem in Belgien tätigen Architekten
    - Jean-Pierre Cluysenaar (1811–1880). Dieser war als Architekt wohl der bedeutendste Vertreter der Familie Klausener/Cluysenaar und die künstlerische Begabung setzte sich auch bei seinen Nachkommen fort:[9]
      - Adèle Clotilde Cluysenaar (1834–1901) ⚭ Gustave Saintenoy, Architekt
      - Jean André Alfred Cluysenaar (1837–1902), wurde ebenso wie sein Sohn
        - André Edmond Alfred (1872–1939) in Belgien viel beachtete Porträt- und Historienmaler. Dessen Sohn
          - John Edmond Cluysenaar (1899–1986) begann seine Karriere als Bildhauer und war später auch als Maler erfolgreich. Im Jahr 1924 gewann er den Prix de Rome und 1925 den Prix Godecharle. Vor Ausbruch des Zweiten Weltkrieges verlegte er seine Tätigkeit nach England und Schottland, kam aber nach Kriegsende wieder nach Belgien zurück. Seine Tochter
            - Anne Cluysenaar (1936–2014) studierte am Trinity College in Dublin und blieb im Vereinigten Königreich. Sie lebte als Dichterin und Lyrikerin in Wales[10] und wurde am 1. November 2014 von ihrem Stiefsohn ermordet.[11]

## Bedeutende Persönlichkeiten

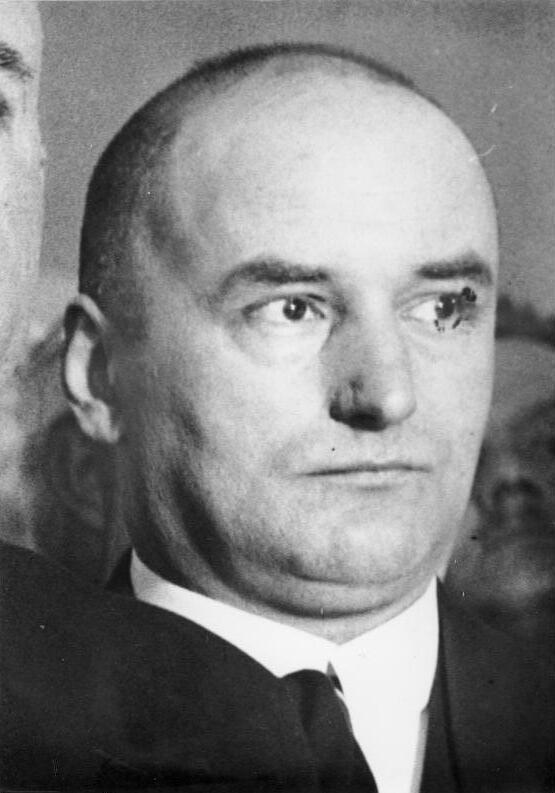
Erich Klausener

- Alfons Klausener (1853–1921), Mitglied des preußischen Abgeordnetenhauses und Burtscheider Bürgermeister
- Bruno Klausener (1887–1967), Rechtsanwalt und Landrat
- Erich Klausener (1885–1934), Staatsbeamter und Widerstandskämpfer
- Erich Klausener jun. (1917–1988), katholischer Geistlicher
- Hedwig Klausener (1888–1971), Sozialarbeiterin
- Peter Klausener (1844–1904), Verwaltungsbeamter der Rheinprovinz
- Petrus Klausener (1782–1850), Zisterzienser der strengeren Observanz, 1. Abt der Abtei Oelenburg
- Alfred Cluysenaar (1837–1902), Porträt- und Historienmaler
- André Cluysenaar (1872–1939), Porträt- und Historienmaler
- Jean-Pierre Cluysenaar (1811–1880), Architekt in Belgien
- John Cluysenaar (1899–1986), Bildhauer und Maler